# Se non cantassi sarei nessuno: l'Odissea di Panella e Carella
Se non cantassi sarei nessuno: l'Odissea di Panella e Carella è il quinto album in studio del cantautore italiano Enzo Carella, pubblicato nel 1995 dalla It.
Si tratta di un concept album ispirato all'Odissea di Omero. Il brano Odissea riprende parte della melodia del precedente brano di Carella quasi tutto strumentale, Oh Rai!.
Le ultime due tracce erano state già pubblicate nel 1993 in un CD singolo a firma Enzo Carella e Wanda Di Paolo, in realtà uno pseudonimo di Panella. Partire era stata scritta come sigla finale del programma di Telemontecarlo Appunti disordinati di viaggio.

## Tracce
Testi di Pasquale Panella, musiche di Enzo Carella.
1. Odissea – 5:01
2. Solitudine vera – 3:19
3. Cara al cuore – 4:42
4. Parti nude – 3:27
5. Capebomma – 4:17
6. Solo cielo e mare – 5:41
7. Tiempe doce doce – 4:11
8. My baby is back – 5:24
9. La miseria – 4:52
10. Partire (televisori viaggiatori) – 4:21

## Musicisti
- Enzo Carella – chitarra, tastiere, basso elettrico, percussioni
- Leonardo Cesari – batteria (tracce 5 e 7)
- Matteo Esposito – basso elettrico (tracce 2, 9 e 10)
- Stefano Sastro – tastiere
- Marco Siniscalco – basso elettrico
- Simone De Sanctis – tastiere, programmazione computer
- Luca Trolli – batteria (tracce 9 e 10)
- Antonella De Grossi, Stefania De Grossi (accreditate come Sorelle De Grossi) – cori
- Daniela Velli – cori (tracce 2, 9, 10)